# Ceroxylon quindiuense
Espèce
Statut de conservation UICN

 VU B1+2c : Vulnérable
Classification phylogénétique
Le Céroxyle de Quindío ou Palmier à cire du Quindío (Ceroxylon quindiuense) est une espèce de palmiers du genre Ceroxylon qui appartient à la sous-famille des Ceroxyloideae.  L'espèce est présente sur les reliefs de la région andine en Colombie. C'est un des symboles nationaux colombiens. C'est la plus grande espèce de palmiers au monde, pouvant atteindre jusqu'à 65 m de hauteur.

## Dénominations
En Colombie, le palmier est désigné par plusieurs dénominations en espagnol : palma bendita, palma blanca, palma de cera et palma de cera de Los Andes (qui peuvent être traduites littéralement et respectivement par « palmier béni », « palmier blanc », « palmier à cire », « palmier à cire des Andes »),.

## Description

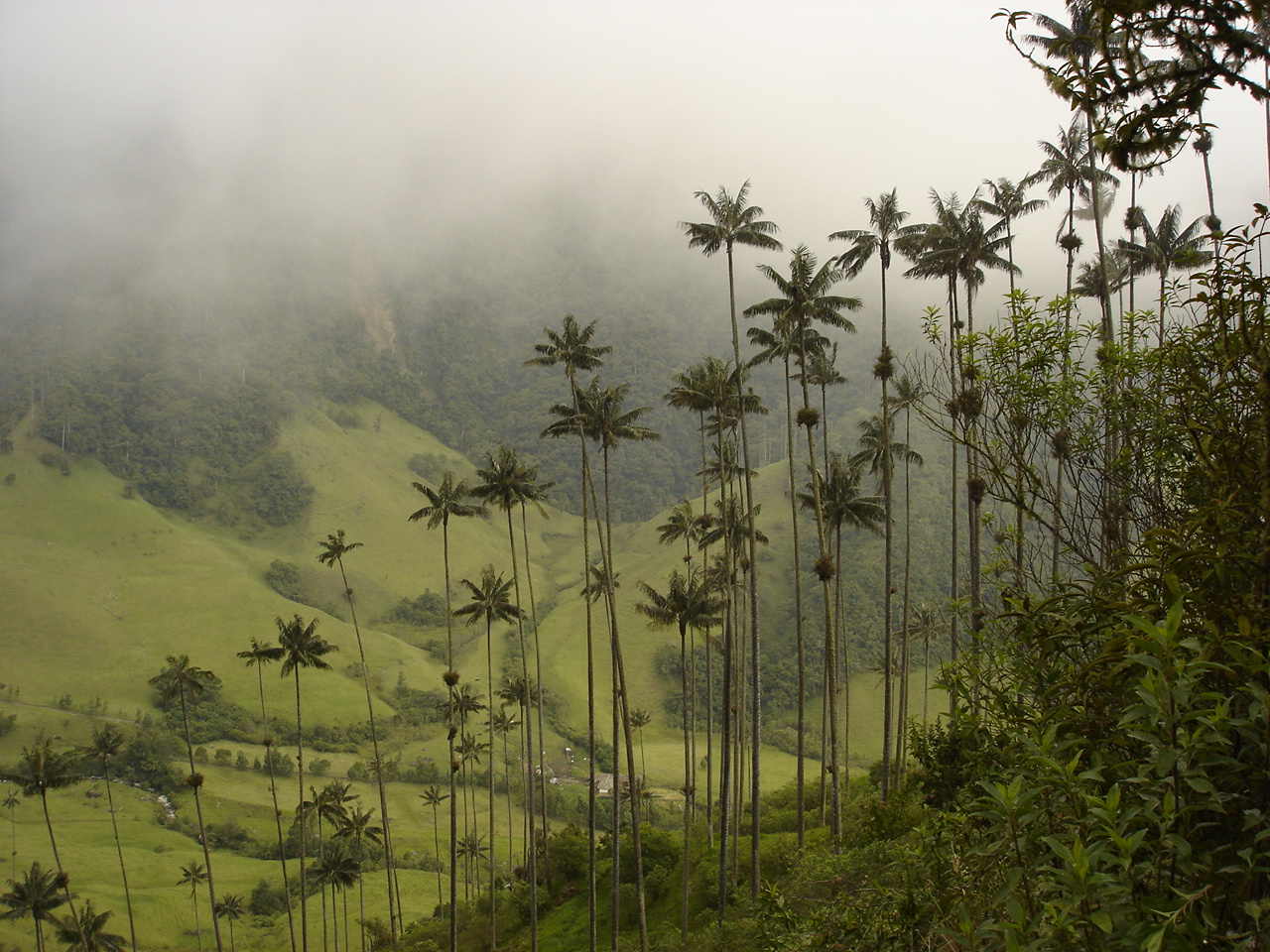
Ceroxylon quindiuense, vallée de Cocora en 2008.

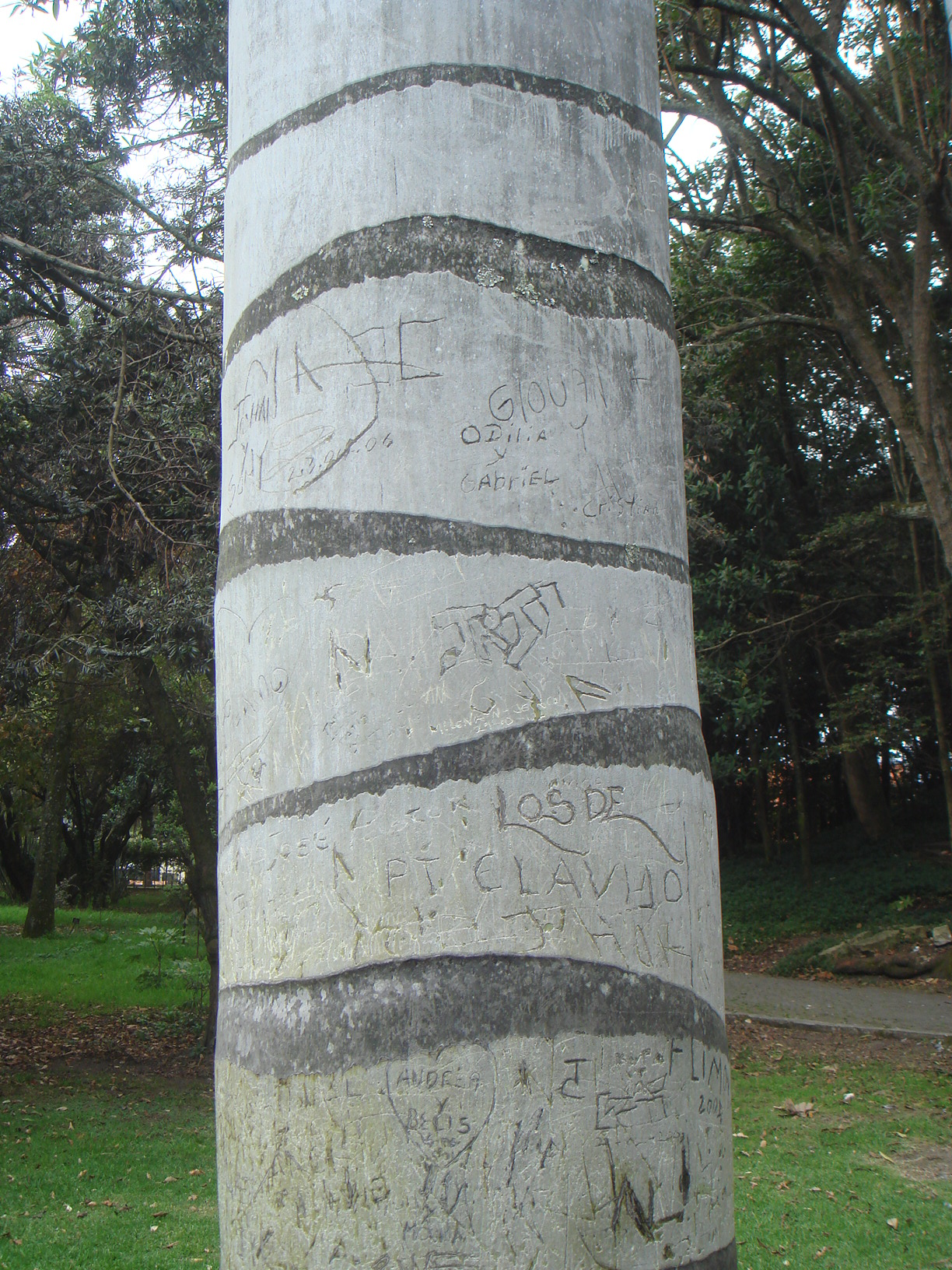
Stipe dans le jardin botanique José Celestino Mutis à Bogota.

Il pousse jusqu'à 65 m de hauteur dans de bonnes conditions de croissance et n'est toutefois pas la plus grande espèce d'arbre, mais est en revanche le plus grand monocotylédone du monde. Les feuilles pennées sont vert foncé et gris, avec un pétiole jusqu'à 2 m de long. La disposition des folioles est régulière et sur le même plan. Le stipe est cylindrique, lisse, de couleur pâle et couvert avec de la cire. Lorsque les feuilles meurent, elles tombent et forment un anneau noir autour du stipe.

## Habitat et répartition
Il pousse sur le versant ouest des pentes de la cordillère Centrale et de la cordillère Occidentale, et sur le versant est des pentes de la cordillère Orientale, entre 2 500 et 3 000 mètres d'altitude dans la forêt de montagne tropicale. Son habitat est les sols sableux avec une forte acidité, et une pluviométrie moyenne de 1 800 mm / an. Il a une plage de température requise entre 12 et 19 °C.

## Écologie
Le palmier à cire du Quindío fournit des habitats pour de nombreuses espèces menacées telles que la Conure à joues d'or (Ognorhynchus icterotis). Le Geai vert, le Merle géant et le Toucanet émeraude consomment ses drupes. L'Ours à lunettes mange le cœur charnu du palmier.

## Ceroxylon quindiuenseet l'Homme
Le palmier est reconnu comme l'arbre national de la Colombie et depuis la mise en œuvre de la loi 61 de 1985, il est juridiquement une espèce protégée. Il a une croissance extrêmement lente et peut vivre jusqu'à 300 ans. Il a été observé par Alexandre von Humboldt pour la première fois en 1801.
La cire du tronc a été utilisée pour fabriquer des bougies, jusqu'à l'introduction de l'électricité. Le bois du stipe de ce palmier est impropre à l'industrie du bois, mais a été utilisé pour construire des systèmes rudimentaires d'approvisionnement en eau pour les agriculteurs pauvres. Les fruits ont été utilisés comme aliments pour le bétail. Les feuilles ont été largement utilisées dans les célébrations catholiques du dimanche des Rameaux.

## Menace d'extinction
Le palmier est menacé d'extinction en raison des activités humaines qui ont entraîné une réduction drastique du Ceroxylon quindiuense, motivant ainsi le gouvernement colombien de Belisario Betancur à protéger l'espèce.